# Kazimierz Deyna
Kazimierz Deyna (Starogard Gdański, 1947. október 23. – San Diego, 1989. szeptember 1.) olimpiai bajnok és világbajnoki bronzérmes lengyel labdarúgó, középpályás.

## Pályafutása

### A válogatottban
1968 és 1978 között 97 alkalommal szerepelt a válogatottban és 41 gólt szerzett. 1972-ben a müncheni olimpián, arany-, 1976-ban a montréali olimpián ezüstérmet szerzett a válogatottal.
Két világbajnokságon vett részt. 1974-ben bronzérmet szerzett a csapattal.

## Sikerei, díjai
- Olimpiai játékok
  - aranyérmes: 1972 – München
  - ezüstérmes: 1976 – Montréal
- Világbajnokság
  - 3.: 1974 – NSZK
- Lengyel bajnokság
  - bajnok: 1968–69, 1969–70
  - 2.: 1967–68, 1970–71
  - 3.: 1971–72
- Lengyel kupa
  - győztes: 1973
  - döntős: 1969, 1972
- Bajnokcsapatok Európa-kupája (BEK)

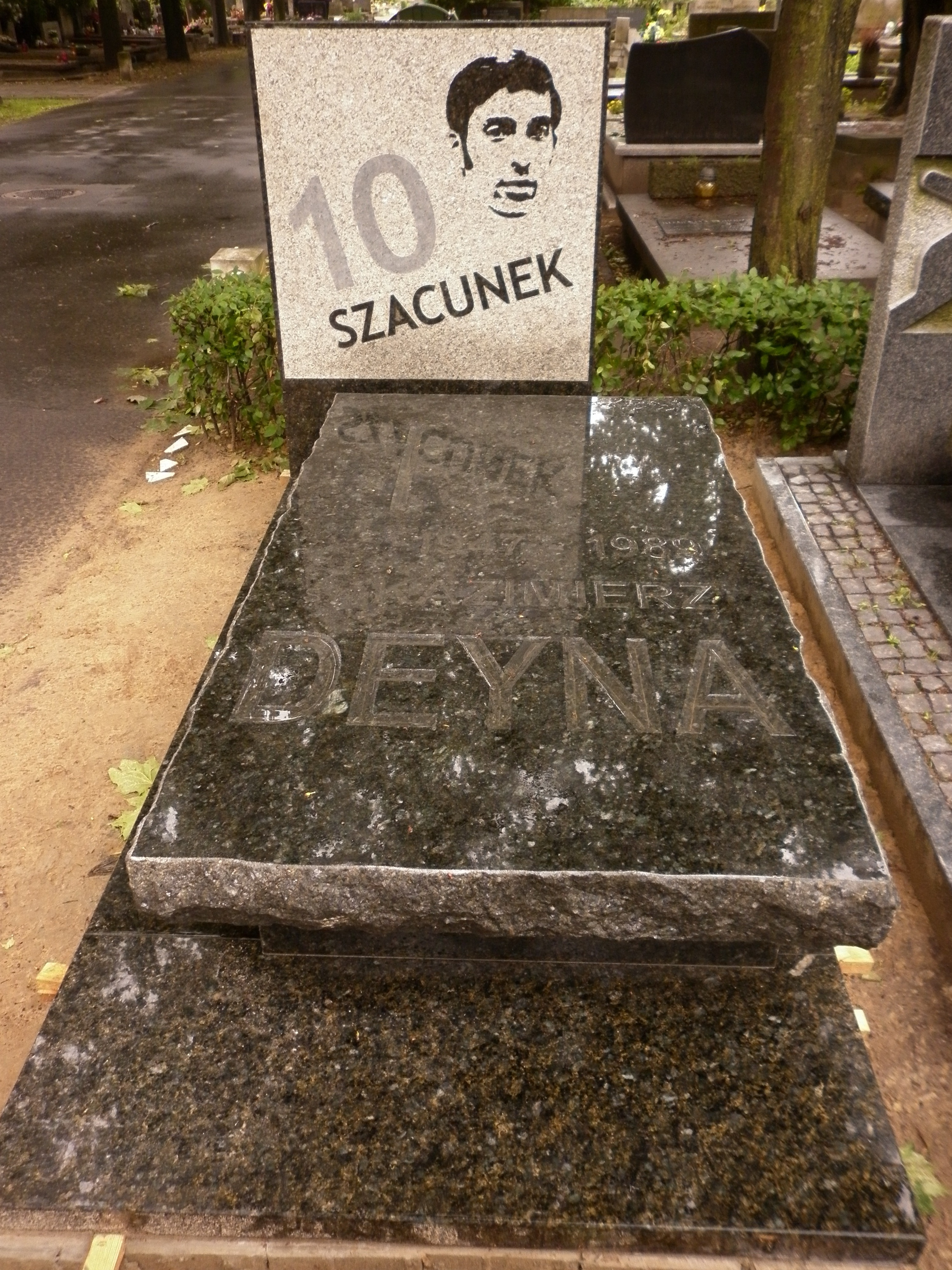
Kazimierz Deyna sírja a Powązki katonai temetőben

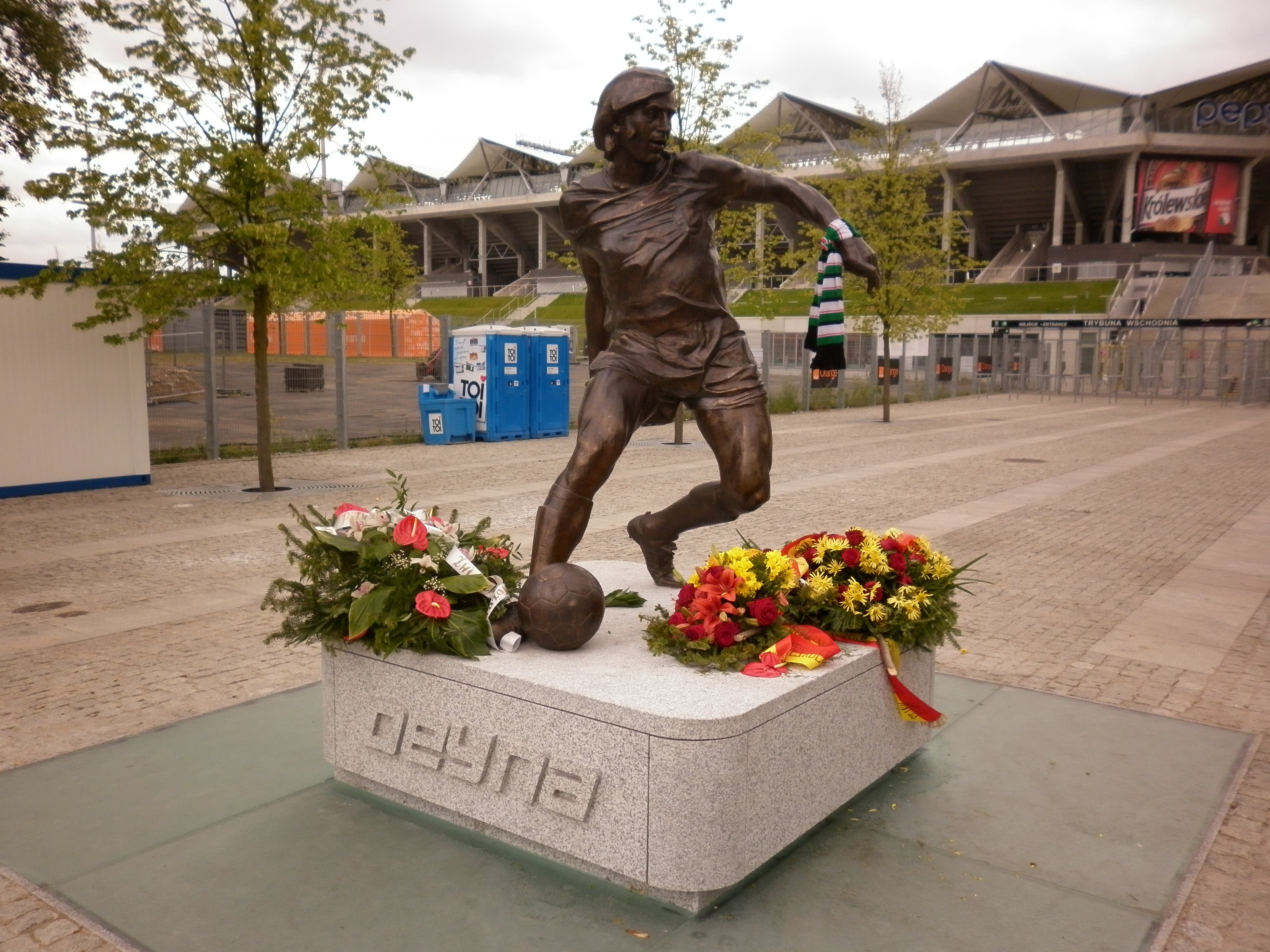
Emlékműve Łazienkowskában

  - elődöntős: 1969–70
  - negyeddöntős: 1970–71